# Ha-106
Ha-106 — підводний човен Імперського флоту Японії, який брав участь у Другій світовій війні.
Човен належав до транспортного типу Ha-101, виникнення якого пов'язане зі складною логістичною ситуацією та необхідністю постачання численних заблокованих гарнізонів. Корабель заклали на корабельні компанії Kawasaki в Танагаві (околиця Осаки), а після спуску провели добудову на корабельні Kawasaki в Кобе.
З 10 по 13 березня 1945-го На-106 залучали для виконання нетипової функції порятунку пілотів під час операції «Тан № 2» (дальній рейд камікадзе на атол Уліті на заході Каролінських островів), для чого корабель виходив у район острова Мінамі Дайто (п'ять з половиною сотень кілометрів на південь від Кюсю).
У квітні 1945-го На-106 призначили для переобладнання в судно забезпечення диверсійних мінісубмарин. У серпні човен став готуватись до рейду (повернення з якого не планувалось), проте настала капітуляція Японії, у вересні На-106 потрапив під контроль союзників. У листопаді човен дістав наказ перейти до Сасебо (західне узбережжя Кюсю), а 1 квітня 1946-го його затопили у Східнокитайському морі.